# Error (album, The Warning)
Error je třetí studiové album mexické rockové skupiny The Warning. Album bylo vydáno 24. června 2022 nahrávací společností Lava Records. Skladba "Money" se v žebříčku Billboard Mainstream Rock Airplay umístila mezi prvními 40 skladbami.

## Popis alba
Error je první plnohodnotné album kapely The warning vydané pod značkou Lava Records, se kterou skupina v roce 2020 podepsala smlouvu na více alb. První skladba z nahrávek pro toto album, která byla vydána, byla skladba "Choke" (vyšla v květnu 2021). Šest skladeb z toho alba vyšlo již dříve na EP Mayday vydaném v říjnu 2021. První z nových skladeb, "Money", byla vydána v březnu 2022 jako ukázkový singl. Skupina popisuje náplň tohoto alba jako "to, jak vnímáme svět jako generace a jak v této nové éře zažíváme a vnímáme různé věci – lásku, technologii. společenský život, média, politiku – a jak přitom ztrácíme svou lidskost a všechno ostatní mezi tím.”

## Přijetí kritiky
Album bylo kritiky přijato vseměs pozitivně. Slovy jednoho recenzenta: "The Warning je skupina na válečné stezce, která prezentuje své nové album s velkou textovou a hudební energií. Jejich zvuk je směsí dobře vyladěných elektrizujících kytarových partií, které navodí tu správnou atmosféru. Na albu Error se z tohoto tria stali titáni svého žánru." Magazín Alternative Press označil album jako "a rock radio-ready beast" (rocková bestie hotová do rádia). Magazín Loudwire umístil album na seznam 50 nejlepších rockových a metalových alb roku 2022.

## Seznam skladeb
Všechny skladby napsaly D. Villarreal, P. Villarreal a A. Villarreal, kromě skladeb, kde je uvedeno jinak.
| Pořadí         | Název          | Autor                                                               | Délka |
| -------------- | -------------- | ------------------------------------------------------------------- | ----- |
| 1.             | 404 Intro      | D. Villarreal, P. Villarreal, A. Villarreal, D. Bendeth, J. Carmona | 0:57  |
| 2.             | Disciple       |                                                                     | 3:40  |
| 3.             | Choke          | D. Villarreal, P. Villarreal, A. Villarreal, J. Carmona             | 3:52  |
| 4.             | Animosity      |                                                                     | 4:06  |
| 5.             | Money          |                                                                     | 3:15  |
| 6.             | Amour          |                                                                     | 3:55  |
| 7.             | Evolve         | D. Villarreal, P. Villarreal, A. Villarreal, J. Carmona             | 3:33  |
| 8.             | Error          | D. Villarreal, P. Villarreal, A. Villarreal, D. Bendeth             | 3:57  |
| 9.             | Z              |                                                                     | 3:03  |
| 10.            | 23             | D. Villarreal, P. Villarreal, A. Villarreal, D. Bendeth             | 4:00  |
| 11.            | Kool Aid Kids  |                                                                     | 3:23  |
| 12.            | Revenant       |                                                                     | 4:22  |
| 13.            | Martirio       |                                                                     | 4:04  |
| 14.            | Breathe        | P. Villarreal                                                       | 2:49  |
| Celková délka: | Celková délka: | Celková délka:                                                      | 48:49 |

## Sestava

#### The Warning
- Daniela „Dany“ Villarreal – kytary, zpěv (skladby 2–9, 11 a 13), doprovodné vokály (skladby 10 a 12)
- Paulina „Pau“ Villarreal – bicí (kromě skladeb 12 a 14), doprovodné vokály (skladby 3–8, 11 a 13), společný zpěv (skladby 2 a 9), zpěv (skladby 10, 12 a 14), piáno (skladba 14)
- Alejandra „Ale“ Villarreal – baskytara (kromě skladby 14), doprovodné vokály (skladby 2–13)

#### Produkce
- David Bendeth – produkce, míchání, aranže, klávesy, perkuse, kytara
- Rick Carson, Mike Ferretti – technici
- Bobby Huff, Jaren Sorenson – editace
- John Bender – editace vokálů
- Ted Jensen – mastering